# Saint-Escobille
Saint-Escobille is een gemeente in het Franse departement Essonne (regio Île-de-France) en telt 469 inwoners (2005). De plaats maakt deel uit van het arrondissement Étampes.

## Geografie
De oppervlakte van Saint-Escobille bedraagt 11,9 km², de bevolkingsdichtheid is 39,4 inwoners per km².
De onderstaande kaart toont de ligging van Saint-Escobille met de belangrijkste infrastructuur en aangrenzende gemeenten.

## Demografie
Onderstaande figuur toont het verloop van het inwonertal (bron: INSEE-tellingen).